# Francisco Bolognesi
Pour les articles homonymes, voir Bolognesi.
Francisco Bolognesi Cervantes, né le 4 novembre 1816 à Lima et mort le 7 juin 1880 durant la bataille de Arica, est un militaire péruvien.
Il est considéré comme étant l'un des héros de la Guerre du Pacifique (1879-1884).

## Biographie
Fils du compositeur italien Andrés Bolognesi et de Juana Cervantes, il est né à Lima le 4 novembre 1816, selon son acte de baptême. À l'âge de huit ans, il s'installe avec sa famille à Arequipa où il étudie au National College of American Independence, et est ensuite transféré, à la demande de sa mère, au Séminaire conciliaire de San Jerónimo. Il travailla ensuite comme comptable pour une entreprise (1832-1840) et se lança dans le commerce très rentable du croton eluteria et de la coca. Voyageant à cet effet dans les montagnes de Carabaya (Puno).

En 1853, il entre dans l'armée, pendant la menace de guerre entre le Pérou et la Bolivie. Il se spécialise dans l'artillerie. Peu de temps après, il rejoint la Révolution libérale de 1854 menée par Ramón Castilla contre le gouvernement de José Rufino Echenique. Il resta fidèle au gouvernement castillan pendant la guerre civile de 1856-1858 et participa à la prise d'Arequipa. Il est promu colonel et participe immédiatement à la campagne d'Équateur (1859-1860), puis est envoyé en Europe pour acquérir des armes pour l'armée et des canons pour les forts de Callao. En 1868, il devient commandant général de l'artillerie. Lorsqu'elle éclata en 1879, la guerre du Chili contre le Pérou et la Bolivie, il avait déjà pris sa retraite du service, mais demanda sa réintégration et fut nommé chef de la 3e division dans le Sud, à la tête de laquelle il se distingua dans les batailles de San Francisco et de Tarapacá. Lorsque les restes de l'armée péruvienne se replient vers Tacna, il se voit confier la défense de la Plaza de Arica avec 2 000 hommes, celle-là même qui est assiégée par des forces chiliennes bien supérieures en nombre et en puissance de feu. Lorsque le commandement ennemi, par l'intermédiaire du major Juan de la Cruz Salvo, lui a demandé de se rendre, il a refusé, donnant sa fameuse réponse, devenu une citation populaire :
«J'ai des devoirs sacrés à remplir et je les remplirai jusqu'à ce que la dernière cartouche soit brûlée». ]           
Ses officiers et subordonnés l'ont résolument soutenu dans sa décision. Le 7 juin 1880, la bataille finale a lieu, où, dans un corps à corps sanglant, il tient sa promesse et meurt : une balle lui atteint le cœur tandis qu'un recul lui fracasse le crâne,.

## Naissance et premières années
Francisco Bolognesi Cervantes est né le 4 novembre 1816, rue Afligidos (aujourd'hui Jirón Caylloma n°125) à Lima, alors capitale de la vice-royauté du Pérou. Son père était l'Italien Andrés Bolognesi Campanella, éminent violoncelliste et chef d'orchestre, originaire de Gênes, arrivé au Pérou en 1807, s'installant d'abord à Lima et enfin à Arequipa. Sa mère était justement de la ba, nommée Juana Cervantes Pacheco. Elle avait six frères et sœurs, dont deux, Margarita et Manuela, ont épousé des étrangers et ont quitté le pays. Un de ces frères, Mariano Bolognesi, est également devenu colonel d'artillerie et combattant dans la guerre du Pacifique.
Son baptême a eu lieu quatre jours après sa naissance, son parrain étant Pedro Zárate Navia y Bolaños, marquis de Montemira , chevalier de la Grand-Croix et maréchal des armées royales.
Il est présumé que enfant, Bolognesi aurait assisté, avec son père à la cérémonie de proclamation de l'indépendance du Pérou organisée sur la Plaza de Armas par le général José de San Martín le 28 juillet 1821, puisqu'il habitait à une courte distance de là.
On sait avec certitude, que son père était l'un des signataires de l'Acte de la Déclaration d'Indépendance du Pérou.

## Carrière militaire
Le 22 juillet 1844, il dut assister à la bataille de Carmen Alto, menée dans une ville voisine d'Arequipa , une action au cours de laquelle les forces constitutionnalistes du général Ramón Castilla vainquirent celles du gouvernement de facto du général Manuel Ignacio de Vivanco. On dit qu'il eut l'audace de franchir, monté à cheval, la distance qui séparait les deux prétendants, s'évitant de mourir d'une décharge fermée, qui le fit tomber de cheval. On dit que Castilla lui a offert un poste dans son armée, mais Bolognesi a choisi de rester dans la vie civile, invoquant des questions familiales et commerciales.
Cependant, en 1853, lorsque la tension entre le Pérou et la Bolivie éclate, il s'enrôle et est choisi comme commandant en second d'un régiment de cavalerie, avec le grade de lieutenant-colonel. Bien que la guerre avec la Bolivie n'éclate toujours pas, Bolognesi choisit de rester dans l'armée, et avec le même grade de lieutenant-colonel, il devient 2e chef du bataillon Libres de Arequipa, participant à la révolution contre le président Echenique de l'époque, dont le chef était le général Ramón Castilla. Au cours du développement de la campagne, il a été nommé commissaire général de l'Armée de libération (auto proclamé). Il a visité les hautes terres péruviennes en accompagnant Castilla et a été témoin de la signature des décrets historiques abolissant l'esclavage indigènes. Après le triomphe de la révolution à la bataille de La Palma , livrée le 5 janvier 1855, il sert le président Castilla comme aide de camp.

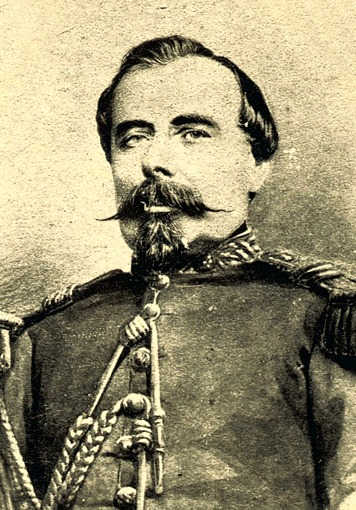

En tant que soldat, Bolognesi s'est spécialisé dans le domaine de l'artillerie, utilisant à cette fin ses connaissances en mathématiques.
En 1856, restant fidèle au gouvernement, il commanda l'artillerie pendant la guerre civile, qui eut son point de départ dans le déclenchement de la révolution du général Manuel Ignacio de Vivanco à Arequipa . Il participa au siège et à l'assaut de ladite ville le 5 mars 1858 et fut blessé de deux balles à la cuisse droite, dans le combat livré au Fort de Santa Rosa. Il est ensuite promu colonel effectif d'artillerie (10 mars 1858). Fait anecdotique, le lieutenant Andrés A. Cáceres a également participé à la prise d'Arequipa, dans les forces gouvernementales, le future Sorcier des Andes, autre des grands héros péruviens de la guerre du Pacifique de 1879-1883.
En 1859, Bolognesi participa à la campagne d'Équateur, s'embarquant avec l'escadron volant d'artillerie sur la célèbre frégate, Amazonas. Dans ladite campagne il n'y a pas eu d'action d'armes.
Plus tard le gouvernement l'envoya en Europe de sorte a se qu'il perfectionne dans l'artillerie, et en même temps il le charga d'acheter des canons et des fusils à canon rayé, pour l'usage de l'armée péruvienne. Il retourna au Pérou en février 1862, apportant un total de 54 canons, un armement qui fut accueilli avec joie par la population et testé avec succès sur les plages de Conchán.
On raconte qu'au milieu du tumulte provoqué par l'acquisition de ces canons, quelqu'un a dit qu'avec de telles armes, plus personne n'oserait faire la révolution en Castille. Bolognesi a répondu: "Je préfère les éclater moi-même, avant qu'ils ne servent à s'entre-tuer entre Péruviens."  
Il est nommé commandant général de l'artillerie en mars 1862, commandement dans lequel il restera jusqu'à sa retraite en 1871.
Il voyage à nouveau en Europe en 1864, cette fois avec pour mission d'acquérir les puissants canons Blakely, les mêmes qu'il envoie au Pérou, tandis qu'il continuait dans le vieux continent à négocier l'acquisition de fusils. Ces Blakely seront utilisés lors du combat de Callao le 2 mai 1866, contre la flotte espagnole du Pacifique. Bien que Bolognesi ne parvienne pas à combattre dans ledit combat, car il se trouve à Guayaquil à ce moment-là , en plein aller-retour.
Le 4 mars 1868, il est nommé premier commandant du régiment d'artillerie de la Plaza del Callao. En même temps, il a occupé le poste de gouverneur civil de Callao.
Il se retire du service le 30 octobre 1871.

## La Guerre du Pacifique (1879 - 1883)
Au début de la guerre du Pacifique en 1879 , Bolognesi est âgé de 62 ans, il rejoint l'armée péruvienne, et est nommé chef du 3e. Division destinée à opérer dans la campagne terrestre du Sud.

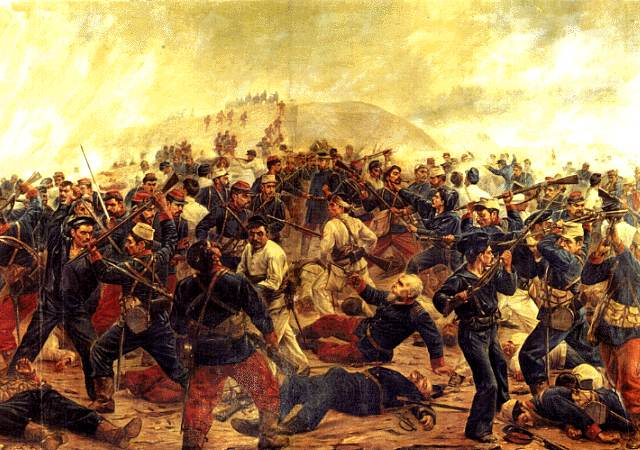

Il a participé activement aux actions contre les forces chiliennes, notamment les batailles de San Francisco et de Tarapacá ; Dans cette derniere, combattu le 27 novembre 1879, il participa bien qu'il fût très malade de fièvre, endurant les dix heures que dura le combat. A cette occasion on se souvient qu'il avait dit à la fin de la bataille : « Les balles chiliennes atteignent à peine la semelle de ma botte », faisant ironiquement allusion à un tir qui avait arraché un talon de ses grenadiers.

### La défense d'Arica
Le 3 avril 1880, Francisco Bolognesi a pris le commandement du port péruvien d'Arica, assiégé par les forces chiliennes du général Manuel Baquedano.
Bolognesi avait plus ou moins 1 500 hommes, mal équipés et avec peu de munitions ; faisant preuve d'une activité et d'un enthousiasme extraordinaires, il procéda à la construction de fortifications de Arica.
Lorsque la nouvelle de la défaite de l'armée alliée péruvienne-bolivienne dans la bataille de Tacna (combattue le 26 mai) parvint à Arica, Bolognesi convoqua une réunion de ses chefs, à laquelle assistèrent 27 d'entre eux. L'accord unanime conclu était de mourir plutôt que de se rendre et d'accélérer les travaux de fortification de la place. Il n'y avait qu'une seule voix dissidente, celle du colonel Agustín Belaunde, commandant du bataillon Cazadores de Piérola, favorable à la capitulation. On dit que peu de temps après, Belaunde s'est enfui à Tacna, échappant à une arrestation qui lui a été infligée à titre disciplinaire.
Bolognesi et les défenseurs d'Arica gardaient l'espoir de l'arrivée de renforts. En effet, une division sous le commandement du colonel Segundo Leiva, d'environ 3 000 hommes, avait quitté Arequipa peu avant la bataille de Tacna, mais avait été retardée et avait même participé à ladite action. Il a envoyé deux télégrammes à Arequipa, datés respectivement du 3 et du 5 juin, où son espoir est dénoté concentré dans la phrase suivante, devenue un proverbe: "Apure Leiva". Cependant, l'aide ne viendrait jamais.
Le 5 juin 1880, le major Juan de la Cruz Salvo est envoyé par le commandement chilien, en tant que parlementaire, pour ordonner à Bolognesi de rendre Arica. Salvo a souligné que l'énorme différence de nombre de soldats, d'armes et de logistique entre les deux forces entraînerait une effusion de sang inutile. Bolognesi a répondu : « J'ai des devoirs sacrés à remplir et je les remplirai jusqu'à ce que la dernière cartouche soit brûlée », et il a répété sa réponse en présence de ses officiers et avec leur plein soutien.

### La bataille d'Arica

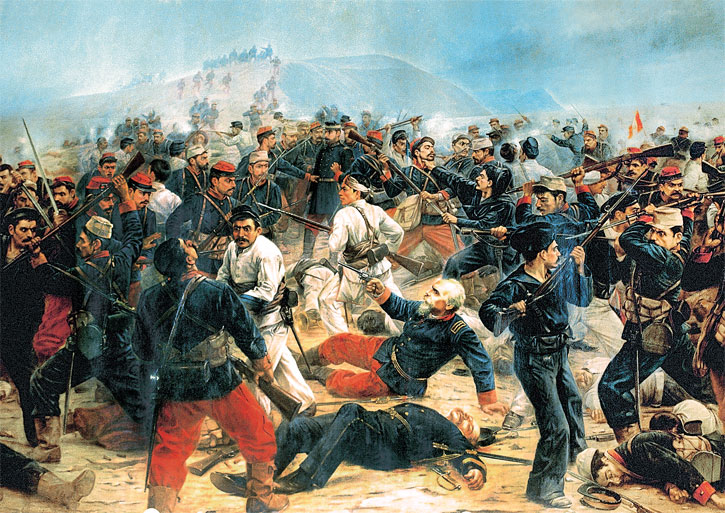
Bataille d'Arica en 1880.

Après plusieurs jours de siège et de bombardement, et en raison des nombreuses pertes subies dans la tentative de maîtriser les défenses péruviennes d'Arica par la mer, le commandement chilien a finalement accepté une attaque terrestre massive. La personne chargée de diriger l'opération était le colonel Pedro Lagos. Auparavant, un bombardement massif avait été effectué sur Arica.
À l'aube du 7 juin 1880, les Chiliens lancent l'assaut sur Arica dans le secteur oriental, où se trouvent les forts de Ciudadela et d'Este. Ainsi commença la bataille d'Arica. La première attaque chilienne a été reçue par une résistance farouche. Là, l'ancien colonel Justo Arias y Aragüez est mort en combattant courageusement et le caporal Alfredo Maldonado.
Les forts de Ciudadela et d'Este étant tombés, Bolognesi ordonna aux bataillons Iquique et Tarapacá (qui se trouvaient dans le secteur nord) de se retirer vers El Morro; ces bataillons étaient commandés par le colonel Alfonso Ugarte. Dans cette manœuvre, le lieutenant-colonel Ramón Zavala (chef du bataillon Tarapacá) et Benigno Cornejo (second de Zavala), ainsi que le colonel Mariano Bustamante (chef d'état-major de la VIIIe division) sont tombés. Durant la bataille, Bolognesi a également tenté d'activer les mines qui feraient exploser le Morro, mais celles-ci n'ont pas fonctionné.

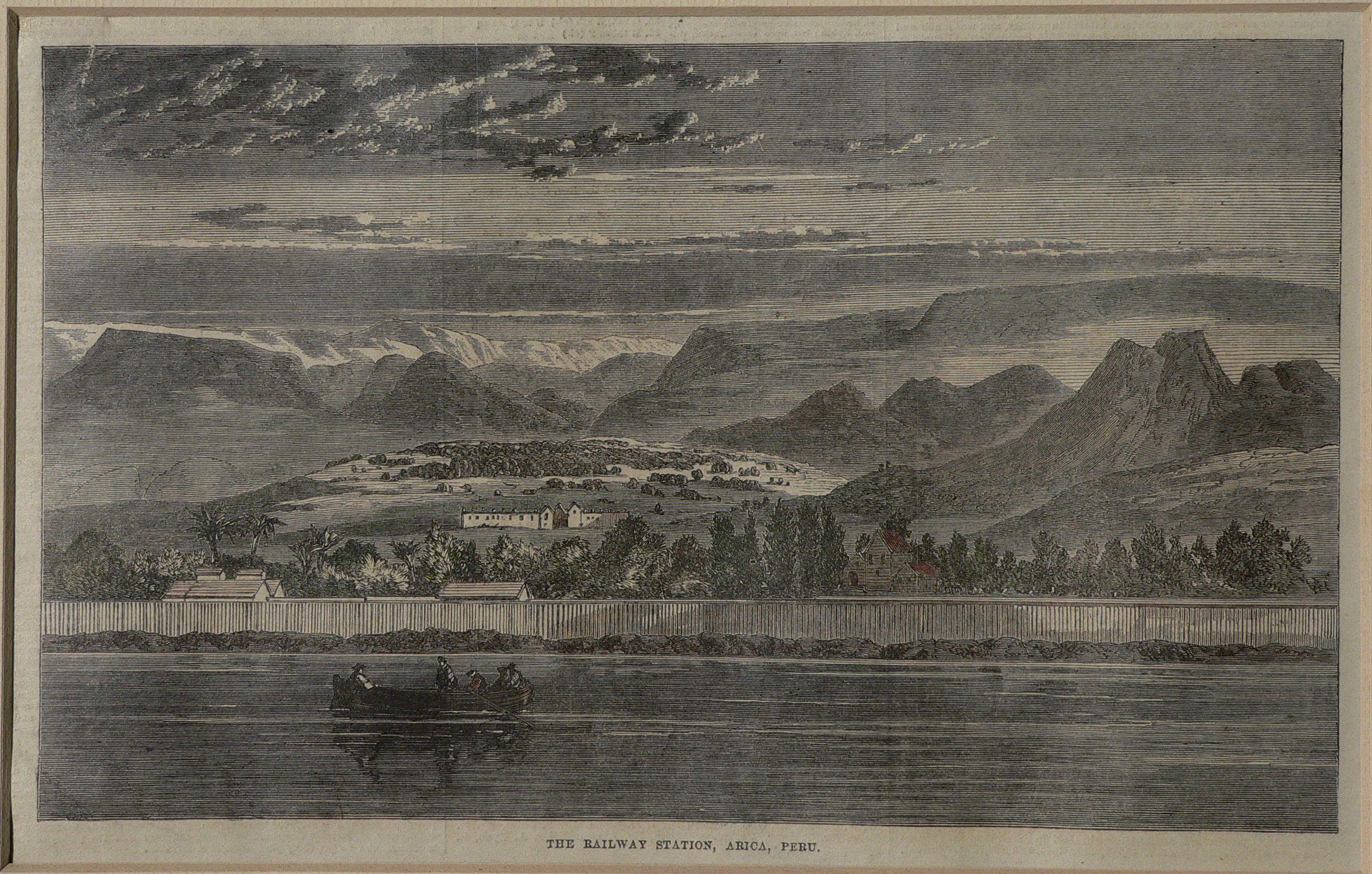

À El Morro, 400 défenseurs péruviens étaient concentrés sous le commandement de Bolognesi. Au milieu du féroce combat au corps à corps qui a eu lieu au sommet d'El Morro, le colonel est tombé, blessé par balle mais a quand même saisi son revolver pour continuer à se battre, à tel point qu'il est mort d'un recul à la tête et sa dépouille furent défendues par ses soldats jusqu'à leur extermination. À côté de Bolognesi, le capitaine du navire Juan Guillermo More, a succombé, qui a combattu jusqu'au dernier moment de sa vie avec un revolver et une épée dans chaque main, comme il l'avait juré.
Quelque 900 défenseurs péruviens sont morts à Arica, soit près des deux tiers des forces totales ; les autres ont été faits prisonniers. Un si grand nombre de victimes péruviennes était dû au fait que de nombreux blessés et prisonniers ont été abattus par les Chiliens. Il y eut aussi des pillages, des incendies et des attaques contre les consulats, entre autres outrages déclenchés par les troupes victorieuses. Tous ces excès se sont produits, selon les Chiliens eux-mêmes, en représailles à l'explosion de certaines mines pendant la bataille, qui a fait quelques victimes.
Les restes de Bolognesi ont été transférés au Pérou en juillet 1880, à bord du transport Limeña, avec les restes de deux autres tombés à Arica : Juan Guillermo More et Ramón Zavala. Ils ont été enterrés en 1908 dans la Crypte des Héros du Cimetière Presbítero Maestro.

## Héritage
Il est aujourd'hui le saint patron de l’armée péruvienne. Il a également eu des desendants devenu des hommes politiques ou militaire important du pays.